# Кемері (національний парк)
Національний парк Кемері (латис. Ķemeru nacionālais parks) — національний парк Латвії, заснований в 1997 році. Парк включає в себе Велике Кемерське болото, озеро Канієріс, долину річки Слоцене, сірчані джерела болота Заля (Зеленого), древні материкові дюни, піщаний пляж з прибережними дюнами та озеро Валгума.
Загальна площа Національного парку Кемері 382 км², він розташований в Земгале (більшій своїй частині) і Відземе; фрагментально на заході Юрмали, в Валгундській волості Єлгавського краю, Енгурській, Смардській, Лапмежциємській волостях Енгурського краю, Джукстській і Слампсбкій волостях Тукумського краю, Салській волості Бабітського краю.
Парк займає територію в 38165 га, з яких 1954 га приходиться на Ризьку затоку.